# Río Meno
El río Meno (en alemán: Main, pronunciación: /maɪ̯n/ⓘ) es un río de Alemania, que forma el principal afluente del río Rin hacia el este. Con 524 kilómetros de longitud (incluyendo al Meno Blanco, 574 km), atraviesa la comarca vitivinícola de Franconia, que se encuentra en los Estados de Baviera, Baden-Wurtemberg y Hesse. 
Nace cerca de Kulmbach en la confluencia de sus dos cabeceras, el Meno rojo (Roter Main) y el Meno blanco (Weißer Main). Las ciudades más importantes en su curso son: Wurzburgo, Schweinfurt, Aschaffenburg, Fráncfort del Meno (también llamada simplemente Fráncfort), Rüsselsheim am Main y Maguncia.

## Origen del nombre
El nombre del río Meno proviene de la época de los celtas, que denominaban al río Moin o Mogin. Cuando los romanos llegaron a la zona en el siglo I a. C. latinizaron el nombre en Moenus, así aparece en Plinio el viejo en su Naturalis Historia, o Tácito en su obra Germania. Existen nombres similares en Irlanda (Maoin) y Gran Bretaña (Meon del lat. maionus). Hay diversas teorías acerca de la etimología de su nombre. Por ejemplo, ciertos autores alegan que en los idiomas antiguos de Europa tiene como significado agua, de esta forma en letón maina, lituano maiva. Otros dicen que puede provenir del latín Muro Circular (moenia). En la época medieval se denominó Moyn o Moyne y no fue hasta el siglo XIV cuando se empezó a denominar con el nombre que conocemos hoy en día.
En los dialectos de la zona se pronuncia de las siguientes formas:
- Maa en Alta Franconia (Oberfranken),
- Mee en Baja Franconia (Unterfranken),
- Mää en la región de Aschaffenburg,
- Maa en la comarca de Fráncfort del Meno.

## Geomorfología e hidrología
El recorrido primero del Meno se realiza en la zona de Franconia y Baviera y a través de la parte sur de Hesse. En el sector de la ciudad de Wertheim, cuando llega a la longitud de 25 km, empieza a formar la frontera entre Baviera y Baden-Wurtemberg, de esta forma acaba desembocando en el Rin en Wiesbaden frente a la parte antigua de la ciudad de Maguncia.

### Flora y fauna
La fauna del río es rica en peces y de esta forma puede observarse buenos ejemplares de anguila europea, barbo, platica, Aitel, perca de río, brema blanca, leucisco, lucio, variedades de carpas, narigudo y Rapfen.

### Inundaciones
Desde el año 1826 se están realizando mediciones exactas de los niveles del río, siendo los niveles más altos:
- marzo de 1845
- 27 de noviembre de 1882
- 31 de diciembre de 1882

En los siglos XX y XXI hubo en las siguientes fechas:
- 1920
- febrero de 1908
- 30 de enero de 1995
- 27 de febrero de 1970

## Navegación

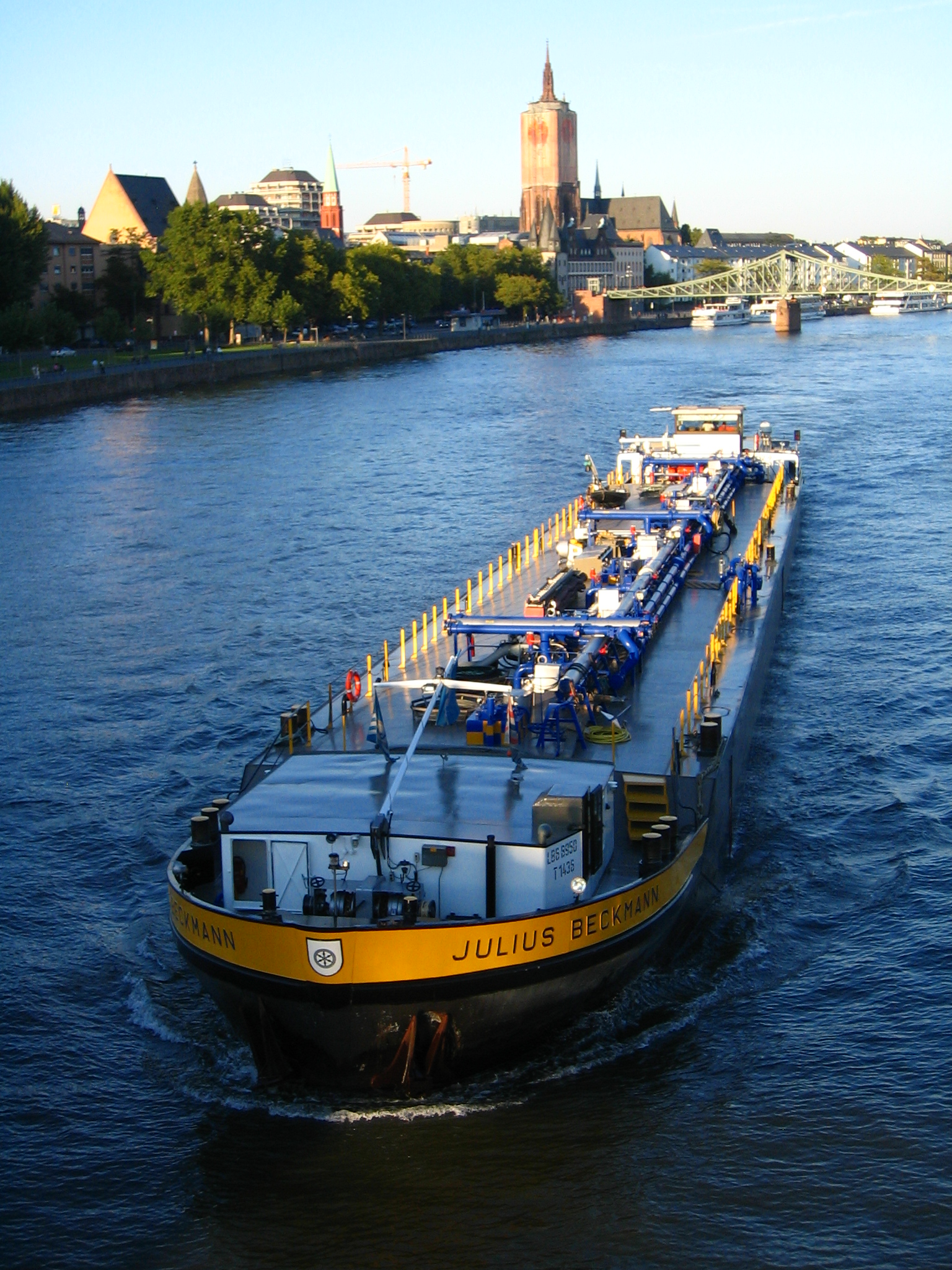
Embarcación TMS Julius Beckmann en el Río Meno.

El Meno es navegable para barcos de carga desde su desembocadura en Rin, cerca de Maguncia, hasta Bamberg (396 km). Desde 1992 se conecta con el río Danubio mediante el canal Rin-Meno-Danubio y el río Altmühl, altamente regulado. El río ha sido canalizado a lo largo de 34 grandes esclusas (300 m x 12 m) para permitir a embarcaciones clase CEMT V (110 m x 11.45 m) navegar la longitud total del río. Las 16 esclusas del canal Rin-Meno-Danubio y las del Danubio tienen las mismas dimensiones.